# Knooppunt Hellegatsplein
Het Hellegatsplein ligt in het Hellegat, de driesprong in de Nederlandse provincie Zuid-Holland waar de waterlopen Haringvliet, Hollandsch Diep en Volkerak samenkomen. Het is een kunstmatig eiland met het gelijknamige verkeersknooppunt tussen de A29 en de N59. In juli 1976 waren alle verbindingen met het vasteland gereed.
Het Hellegatsplein is aangelegd in de noordelijke punt van de Ventjagersplaten, die sinds de jaren dertig van de twintigste eeuw door de aanleg van een stroomgeleidende dam en de ontwikkeling van riet- en biezengorzen vastgelegd werden. In 1958 en 1959 werd over deze platen de Hellegatsdam aangelegd, waarover een verkeersweg (thans Rijksweg 59) kwam te lopen. Richting de Hoeksche Waard werd de Haringvlietbrug gebouwd en in de richting van Noord-Brabant werd de Volkerakdam met het bijbehorende sluizencomplex aangelegd.

## Richtingen knooppunt

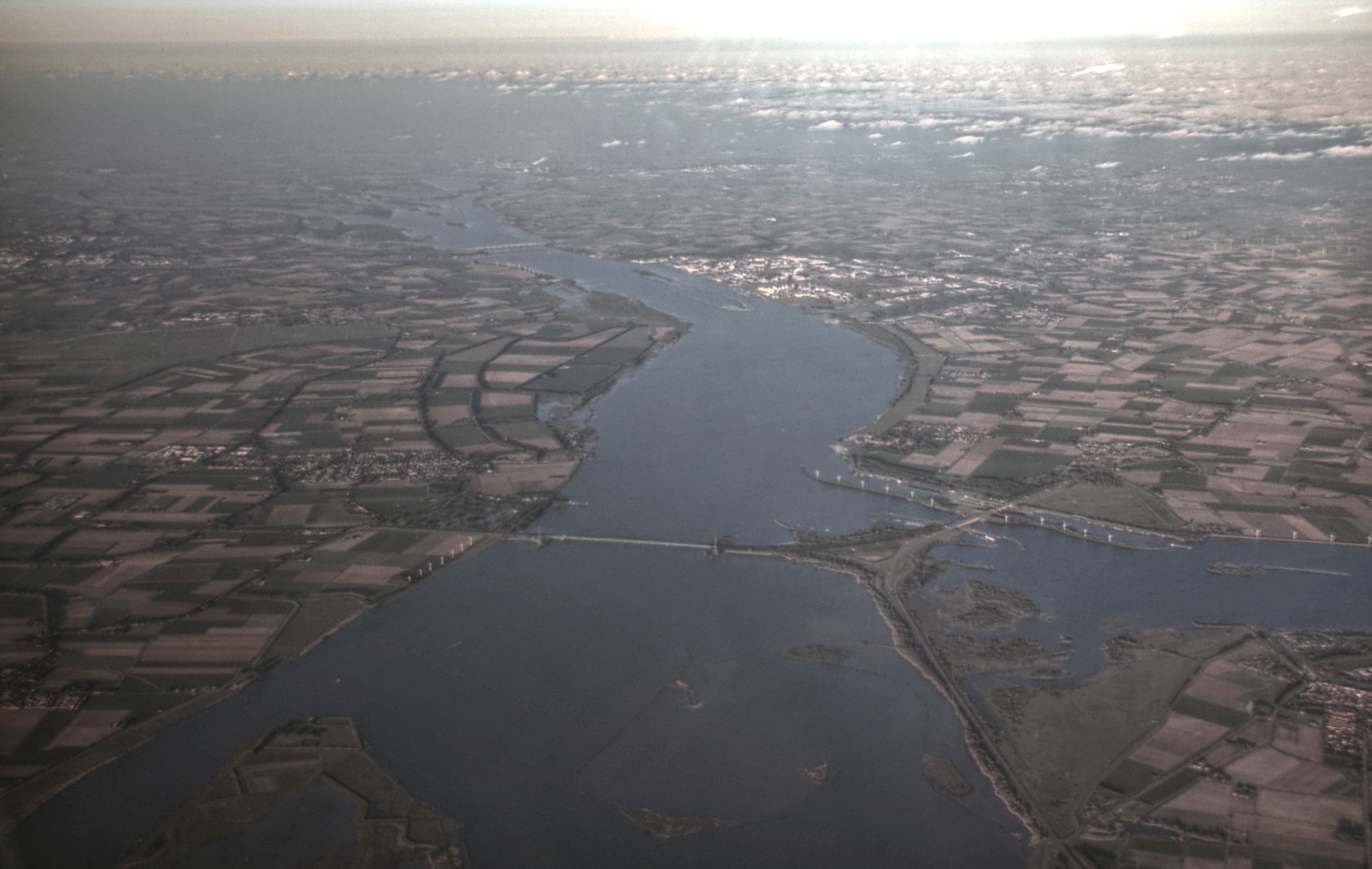
De Haringvlietbrug met het Hellegatsplein rechtsonder

| Aansluitende wegen             | Aansluitende wegen | Aansluitende wegen | Aansluitende wegen | Aansluitende wegen                                          |
| ------------------------------ | ------------------ | ------------------ | ------------------ | ----------------------------------------------------------- |
|                                |                    | richting Rotterdam |                    |                                                             |
|                                |                    |                    |                    |                                                             |
| richting Bruinisse / Zierikzee |                    |                    |                    |                                                             |
|                                |                    |                    |                    |                                                             |
|                                |                    |                    |                    | richting Fijnaart / Raamsdonksveer / 's-Hertogenbosch / Oss |

Knooppunten: De Nieuwe Meer (A10) · Badhoevedorp (A9) · De Hoek (A5) · Burgerveen (A44) · Hofvliet (N434) · Prins Clausplein (A12) · Ypenburg (A13) · Kethelplein (A20) · Benelux (A15) · Hellegatsplein (N59) · Sabina (A59) · Zoomland (A58) · Markiezaat (A58)
Aansluitingen: Amsterdam-Sloten (1) · Schiphol (2) · Hoofddorp (3) · Hoofddorp-Zuid (3a) · Nieuw-Vennep (4) · Roelofarendsveen (5) · Hoogmade (6) · Zoeterwoude-Rijndijk (6a) · Zoeterwoude-Dorp (7) · Leidschendam (8) · Rijswijk-Centrum (9) · Plaspoelpolder (10) · Rijswijk (11) · Den Haag-Zuid (12) · Den Hoorn (13) · Delft (14) · Vlaardingen-Oost (16) · Pernis (17a) · Numansdorp (22) · Willemstad (23) · Dinteloord (24) · Steenbergen (25) · Tholen (26) · Bergen op Zoom-Noord (27) · Bergen op Zoom (28) · Bergen op Zoom-Zuid (29) · Hoogerheide (30)
Almere · Amstel · Arnestein · Assen · Azelo · Badhoevedorp · Bankhoef · Batadorp · Beekbergen · Benelux · Beverwijk · Bodegraven ·  Boterdiep ·  Buren · Burgerveen · Coenplein · De Baars · De Hoek · De Hogt · De Nieuwe Meer · De Poel · De Punt · De Stok · Deil · Diemen · Drachten · Drie Klauwen · Eemnes · Ekkersweijer · Emmeloord · Empel · Euvelgunne · Everdingen · Ewijk · Galder · Gooimeer · Gorinchem · Gouwe · Grijsoord · Hattemerbroek · Heerenveen · Hellegatsplein · Het Vonderen · Hintham · Hoevelaken · Hofvliet · Holendrecht · Holsloot · Hoogeveen · Hooipolder · IJmuiden (niet officieel) · Joure · Julianaplein · Kerensheide · Kethelplein · Klaverpolder · Kleinpolderplein · Kooimeer · Kruisdonk · Kunderberg · Lankhorst · Leenderheide · Lunetten · Maanderbroek · Markiezaat · Muiderberg · Neerbosch · Noordhoek · Ommedijk · Oud-Dijk · Oudenrijn · Paalgraven · Princeville · Prins Clausplein · Raasdorp ·  Reitdiep ·  Ressen · Ridderkerk · Rijkevoort · Rijnsweerd · Rottepolderplein · Rozenburg · Sabina · Sint-Annabosch · Stelleplas · Slufter · Ten Esschen · Terbregseplein · Tiglia · Vaanplein · Valburg · Velperbroek · Velsen · Vlaardingen · Vught · Waterberg · Watergraafsmeer · Werpsterhoek · Westerlee · Ypenburg · Zaandam · Zaarderheiken · Zonzeel · Zoomland · Zuidbroek · Zurich

Geplande knooppunten:
De Liemers · Zestienhoven

Voormalige knooppunten:
Bocholtz · Ekkersrijt · Europaplein (Groningen) · Europaplein (Maastricht) · Lindenholt